# Hussain Safar
Hussain Safar Hassan (arab. حسين صفر حسن; ur. 6 maja 1966) – kuwejcki judoka. Olimpijczyk z Seulu 1988, gdzie zajął dwudzieste miejsce w wadze półlekkiej.

## Letnie Igrzyska Olimpijskie 1988
| Konkurencja | Eliminacje              | Klas. końcowa |
| Konkurencja | Przeciwnik I            | Miejsce       |
| ----------- | ----------------------- | ------------- |
| 65 kg       | Driss El-Mamoun (MAR) P | 20.           |